# Litio (sommergibile)
Il Litio è stato un sommergibile della Regia Marina.

## Storia
Alla proclamazione dell'armistizio si trovava ancora in costruzione nei cantieri di Monfalcone.
Catturato dai tedeschi, fu ribattezzato U. IT. 8; se ne proseguì la costruzione, molto a rilento per via della carenza di materiali.
Solo il 19 febbraio 1944, a quasi un anno dall'impostazione, fu possibile giungere al varo.
Il 16 marzo 1945 l’U. IT. 8, non ancora divenuto operativo, fu colpito nel corso di un bombardamento aereo alleato ed affondò nel porto di Monfalcone. Stessa sorte subì il gemello Sodio (U. IT. 9).